# José Epita Mbomo
José Epita Mbomo (Ibanamai, Corisco, 15 d'agost de 1911 - Bordeus, 19 de desembre de 1969) fou un electicista, mecànic i resistent contra el nazisme equatoguineà.
Va arribar a Espanya a bord d'un dels hidroavions de la Patrulla Atlántica, del 1927. S'establirà a la base militar de Los Alcázares, on treballarà com a mecànic i esdevindrà el primer negre d'Espanya casat amb una blanca. En finalitzar la Guerra Civil Espanyola, s'exilien a França, on s'hi estaria a diversos camps de concentració. El 6 de desembre del 1939, i gràcies a la seua especialització, és contractat a una empresa de Bordeus. El matrimoni d'instal·la a Merinhac, i el 1942 José s'uneix a la resistència. El 1944 és capturat i deportat al camp de concentració de Neuengamme, on treballa d'obrer especialitzat i cambrer. Al final de la guerra, va ser evacuat del camp a bord del vaixell-presó Cap Arcona, bombardejat per equivocació pels aliats, i aconsegueix ser un dels 350 supervivents.
En finalitzar la guerra, torna a Merinhac amb la seua família, treballant per a Forclum. Arran de la invasió de Praga, trenca el carnet del Partit Comunista i un any després torna per primera volta a Espanya. En tornar a França li diagnostiquen un linfoma de Hodgkin, morint a finals d'any. El 1975 rep honors pòstums de la República Francesa, en tant que resistent.